# Zasavica II
Zasavica II (izvirno srbsko Засавица II; tudi srbsko Доња Засавица/Donja Zasavica) je naselje v Srbiji, ki upravno spada pod Občino Sremska Mitrovica; slednja pa je del Sremskega upravnega okraja.